# Contacts
Pour les articles homonymes, voir contact.

Contacts est une série d'émissions télévisées diffusée sur La Sept puis Arte de 1989 à 2008.

## Description
Contacts présente chaque fois en treize minutes une planche-contact d’un photographe. Ce dernier la commente lui-même, porte l’accent sur certains détails, replace la photo dans son contexte et, finalement, révèle à travers elle sa manière de travailler.
Sur une idée de William Klein, la série a débuté tout naturellement avec ce même photographe.  Une bobine de 36 poses, six bandes de six photos : le film  commence par une vue d’ensemble de la planche-contact.  Celle-ci passe du négatif au positif tandis que le cadre se resserre sur l’une des vues. Un long travelling en gros plan commence, accompagné du commentaire de William Klein. « On voit rarement les planches-contacts d’un photographe, déclare-t-il, on les lit de gauche à droite comme un texte : c’est le journal d’un photographe. » S’ensuivent une dizaine de minutes de travelling ou d’images fixes, accompagné de l’omniprésent commentaire du photographe. Plusieurs images se ressemblent à quelques détails près, une seule est « une photo », soutient le réalisateur, qui explique pourquoi et comment il y est arrivé. Finalement, le téléspectateur n’aura rien vu d’autre que cette planche-contact, et entendu d’autre que le photographe.
Les autres numéros de la série, tout en gardant la même structure et le commentaire de l’auteur sur son œuvre, ne se sont plus limités à la planche-contact. L’évolution des technologies photographiques ont poussé de plus en plus de photographes à varier leurs techniques. Ce sont alors des épreuves de travail, des tirages ou des diapositives qui prennent le relais des planches-contacts.

## Listes des émissions
- William Klein, réalisé par William Klein, 1989
- Henri Cartier-Bresson, réalisé par Robert Delpire
- Raymond Depardon, réalisé par Raymond Depardon et Roger Ikhlef
- Sebastio Salgado
- Josef Koudelka, réalisé par Robert Delpire
- Édouard Boubat
- Elliot Erwitt
- Marc Riboud
- Helmut Newton
- Don McCullin, réalisé par Sylvain Roumette
- Leonard Freed
- Mario Giacomelli
- Robert Doisneau, réalisé par Sylvain Roumette
- Sarah Moon, 1993

## Production
- KS VISIONS (1992-2000)
- Jean-Pierre Krief
- Alex Szalat
- Riff Production (1988-1991)

Avec la participation de :
- Centre national de la photographie, Délégation aux arts plastiques
- ARTE France, Unité de programmes Documentaires (Thierry Garrel), Chargé de programmes : Luciano Rigolini.